# 坂口憲政
坂口 憲政（さかくち のりまさ、1946年11月23日 - ）は日本のバレーボール指導者。

## 来歴
鹿児島県指宿市出身。県立指宿高校から日本体育大学に進学し、バレーボールの理論面や指導面を学ぶ。
1969年4月、日本女子経済短期大学（現:嘉悦大学）に教員として着任。同短大ではまだバレーボール部がなく同好会しかなかった。同好会のコーチを2年務め、3年目にバレーボール部に昇格させ初代監督に就任した。
関東大学バレーボール連盟に加盟し、1973年春季リーグ9部からスタートした同チームは無敗の快進撃を続け、1977年秋の入替戦で国士舘大学を破り、念願のリーグ1部昇格を果たした。
1985年のユニバーシアード神戸大会では女子チームのコーチとして指導にあたった。その後、1999年パルマ・デ・マヨルカ大会から2003年大邱大会まで3大会連続でユニバ代表コーチや監督を務めた。
この間、国内では1992年の全日本インカレにおいて、短大としては初の全国優勝を成し遂げた。2年で選手がすべて入れ替わる短大での指導を「技術面を追い求めるのではなく人作りにつきる。日常面で監督と選手の2人3脚だった」と坂口は述べている。同校からは、横山雅美（元デンソー所属）や岡野知子（同）らを輩出している。
2004年から1年間、デンソー・エアリービーズでコーチを務めたのち、2006年にチャイニーズタイペイ女子ジュニア代表に就任。2009年にはシニア女子代表監督に就任し、同チームを2012年のオリンピック最終予選進出まで導いた。
現在は金城大学女子バレーボール部総監督を務める。